# Cephalostemon riedelianus
Cephalostemon riedelianus là một loài thực vật có hoa trong họ Rapateaceae. Loài này được Körn. mô tả khoa học đầu tiên năm 1872.